# آيت كراض (سمكت)
آيت كراض هي إحدى مشيخات المملكة المغربية، تتبع جغرافيا لإقليم بني ملال وإداريًا لسمكت. يقدر عدد سكانها بـ 5288 نسمة حسب الإحصاء الرسمي للسكان والسكنى لسنة 2004.